# 信越控股
信越控股有限公司，簡稱信越控股（英語：G & M Holdings Limited，港交所：6038），在1993年，當時由多名投資人於總部香港成立，名為「信越工程有限公司」，現時由李志雄主席主理。業務在香港經營設計及建造解決方案，以及平台
外牆及幕牆進行維修及保養服務。
股份在2017年6月13日於港交所主板上市。招股價為0.4至0.42港元之間，發售股份數目為2.25億股，而集資額為7650萬港元，用作提升承接更多設計及建造項目的能力等。